# Lutayan
Lutayan (Bayan ng Lutayan) är en kommun i Filippinerna. Kommunen ligger på ön Mindanao, och tillhör provinsen Sultan Kudarat. Folkmängden uppgår till 40 881 invånare.
Lutayan är indelat i 11 barangayer.